# Плучкі-Дольне
Плучкі-Дольне (пол. Płóczki Dolne, нім. Nieder Görisseiffen) — село в Польщі, у гміні Львувек-Шльонський Львувецького повіту Нижньосілезького воєводства.
Населення — 638 осіб (2011).
У 1975-1998 роках село належало до Єленьоґурського воєводства.

## Демографія
Демографічна структура станом на 31 березня 2011 року:
|          | Загалом | Допрацездатний вік | Працездатний вік | Постпрацездатний вік |
| -------- | ------- | ------------------ | ---------------- | -------------------- |
| Чоловіки | 313     | 80                 | 219              | 14                   |
| Жінки    | 325     | 82                 | 188              | 55                   |
| Разом    | 638     | 162                | 407              | 69                   |